# Ідзумо (Сімане)
Ідзумо (яп. 出雲市 Ідзумо-сі) — місто в префектурі Сімане в Японії. Ідзумо відоме локшиною «соба» та святилищем Ідзумо.

## Географія
Місто розташоване на острові Хонсю в префектурі Сімане регіону Тюґоку. З ним межують міста Мацуе, Ода, Уннан та селища Хікава, Іінан.

## Символіка
Деревом міста вважається Pinus thunbergii, квіткою — хризантема.

## Уродженці
- Такеуті Марія (* 1955) — японська співачка і авторка пісень.